# Lâu đài Tekov
Lâu đài Tekov (tiếng Slovakia: Tekov (hrad)) là một lâu đài lịch sử (hiện nay không còn tồn tại) ở làng Starý Tekov, vùng Nitra, Slovakia.

## Lịch sử
Các cuộc khai quật khảo cổ tại một ngọn đồi lịch sử của ngôi làng Starý Tekov đã phát hiện có người sinh sống ở ngọn đồi này từ thời tiền sử. Tài liệu lịch sử đầu tiên đề cập đến lâu đài Tekov có niên đại từ năm 1075. Lúc bấy giờ, lâu đài nằm ở vị trí giao thông quan trọng giữa kênh đào Perec và sông Hron, nên khu vực xung quanh lâu đài được gọi là Starý Tekov đã sớm phát triển thành một quận lỵ. Starý Tekov bị người Mông Cổ xâm lược vào năm 1241. Sau đó, lâu đài nhiều lần đổi chủ sở hữu và dần biến mất trong lịch sử. Kể từ năm 1938, Starý Tekov trở thành một ngôi làng như ngày nay.

## Miêu tả
Lâu đài Tekov đã từng đứng trên một ngọn đồi ở độ cao 10 mét so với mặt bằng xung quanh. Những rào chắn xung quanh lâu đài cho thấy nơi này từng là một công trình phòng thủ. Bên dưới lâu đài có một con hào. Ngày nay, có một nghĩa trang nằm trong khuôn viên của lâu đài Tekov. Gần nghĩa trang này còn có một nhà thờ.